# Triglavski ledenik
Tríglavski ali Triglávski ledeník je danes drugi največji ledenik na ozemlju Slovenije. Nekoč se je visoko vzpenjal po podnožju vzhodnega grebena med Velikim Triglavom in Malim Triglavom ter se spuščal po skalnih policah pod glavnim vrhom Triglava do njegove severne stene. Ostanki Triglavskega ledenika ležijo na severovzhodni strani pod vrhom Triglava. Nizki morenski nasipi so se ohranili pod vzpetino Glava.
Drugi obstoječi slovenski ledenik, Ledenik pod Skuto, ga je po obsegu že prehitel.

## Zeleni sneg
Staro zemljepisno in ljudsko ime za Triglavski ledenik je Zeleni sneg. To ime je dobil po starem ljudskem imenu za sren ali firn, iz katerega postopoma zaradi pritiska nastane ledeniški led, in je dal ledeniku modrikastozeleno barvo.

## Opazovanje ledenika
- V 16. stoletju je bil obseg Triglavskega ledenika manjši kot leta 1957, kar se lahko sklepa na podlagi razmer v Visokih Turah, kjer so v 16. stoletju ob robu ledenikov v rudniških rovih kopali zlato in srebro nato pa so rudnike ponovno prekrili ledeniki.
- V Sloveniji je začel Geografski inštitut Antona Melika ZRC SAZU sistematično zasledovanje stanja ledenikov leta 1946.
- Edini ledeniki v Sloveniji (in takratni Jugoslaviji) so bili trije: Triglavski ledenik, ledenik pod Skuto in ledenik Skedenj nad Krnico na severni strani Prisojnika.

- Zaradi nadmorske višine pride v poštev za opazovanje ločnice večnega snega samo Triglav in Triglavski ledenik. Ločnica večnega snega ni stalna ampak se spreminja po časovnih obdobjih. Ločnica trajnega snega se spreminja celo iz leta v leto.
- Leta 1955 so merilci Triglavskega ledenika pod morenskim drobirjem naleteli na mrtvi led. Dognali so, da je bila povezava oz. tak obseg ledenika do najdenega mrtvega leda pred dobrimi osemdesetimi leti (Gams).

- Na podlagi vnosa roba ledenika na karto je bil določen obseg ledenika 46,9 ha kar sovpada s prvo omembo velikosti Triglavskega ledenika iz leta 1888, ki omenja velikost 45,9 ha (Richter).
- Obseg ledenika je v letih 1946-1952 nihal med 13 in 16 ha (Gams). Ugotovljeno je bilo, da sprejemajo ledeniki največ do 80 % toplote, potrebne za talitev z insolacijo. Insolacija je lahko direktna ali indirektna.
- Narejena so bila tudi primerjanja med nihanjem ledenikov in klimatskim kolebanjem v Vzhodnih Alpah: Tam so spoznali, da ledeniki nazadujejo predvsem v letih z jasnimi, sončnimi in toplimi poletji, napredujejo pa v letih z oblačnim, vlažnim in hladnim poletjem. (Gams).

Rast ali upad debeline ledenika je odvisna od razmerja med zapadlim in stopljenim ledom. Triglavu je bila prisojena ločnica večnega snega v nadmorski višini 2700 m 

### Geomorfološke metode
- Sigaste tvorbe nakazujejo kam je drsel ledenik.
- Opazovanje morenskih nasipov. Najstarejše morene so iz 17. stoletja. Siva barva moren na nasipu  so v bistvu modro-zelene alge.
- Skupna površina alpskih ledenikov je 2842 km2.
- Primerjava stanja ledenika od 55-tih do 85-tih let 20. stoletja in poskus povezave s klimatskimi spremembami.
- Podlaga Triglavskega ledenika je kraška.

### Zgodovina
- Triglavskega ledenika v zadnji tretjini srednjega veka zaradi toplega podnebja najbrž ni bilo. V sredini 19. stoletja pa je bil velik okrog 40 ha. To obdobje, ko so bili vzhodnoalpski ledeniki največji, imenujemo »mala ledena doba«.
- Od sredine do osemdesetih let 19. stoletja so se zimske padavine povečevale, do sredine 20. stoletja upadale, potem pa spet naraščale. V drugi polovici 20. stoletja pa so naraščale tudi poletne temperature in sedaj dobi Kredarica največ padavin poleti. Obenem je postal bolj suh oktober. Tudi zimske temperature so se povišale, vendar pa je povprečje v razdobju 1961 do 1990 še vedno globoko pod ničlo. Večji učinek na zmanjševanje ledenika je imelo zmanjšanje oktobrskih padavin. Ta mesec je prej štel za redilno dobo, vendar pa je prinašal ledeniku vedno manj novih zalog snega, povečane poletne padavine pa so pripomogle k taljenju ledu.
- Na stanje na srednjem in spodnjem ledeniku najbolj vpliva povprečna poletna temperatura (od 1992 do 1994 se je povišala za 1,6° C) in število ur sončnega obsevanja (v istem obdobju se je povečalo za 11 odstotkov). Prav temperatura v talilni in količina snežnih padavin v redilni dobi sta bili usodni za intenzivno krčenje po letu 1983 in popoln razpad po letu 1991.

### Izguba ledenika
- Danes lahko rečemo, da Triglavskega ledenika ni več.
- Obstaja možnost ponovnega pojava, vendar bi bilo zato potrebnih več zaporednih let z obilo snega v redilni in hladnim ter oblačnim poletjem v talilni dobi.

## reference
1. ↑  http://giam.zrc-sazu.si/?q=sl/node/421
2. ↑  Enciklopedija Slovenije št. 13, Ljubljana, 1999, geslo Triglavski ledenik